# Václav Slouk
Václav Slouk (* 8. září 1957 Brno) je český římskokatolický kněz, farář ve farnosti u kostela sv. Jiljí v Brně-Komárově, prezident Diecézní charity Brno a probošt Královské stoliční kapituly sv. Petra a Pavla v Brně.

## Studium
Pochází z Hrušovan u Brna. Po maturitě na gymnáziu v Hustopečích začal v roce 1976 studovat na Cyrilometodějské bohoslovecké fakultě (CMBF) v Litoměřicích. V roce 1979 přerušil studium a vykonal základní vojenskou službu. Od roku 1981 pokračoval ve studiu na CMBF. Studium absolvoval v roce 1983. Kněžské svěcení přijal 26. června 1983 v Brně.

## Kněžské působení
V letech 1983 až 1990 působil jako farní vikář v Brně, ve farnosti u kostela sv. Jakuba. V letech 1990–1993 působil jako vicerektor v Arcibiskupském kněžském semináři v Olomouci. Dne 7. července 1993 byl zvolen generálním sekretářem České biskupské konference. Od 1. listopadu 1995 byl spirituálem v Teologickém konviktu v Litoměřicích. V letech 1997–1999 absolvoval licenciátní studium na Teologické fakultě Katolické univerzity v Lublinu (Polsko), v oboru spirituální teologie. V letech 1999-2019 byl farářem ve farnosti u kostela sv. Jakuba v Brně. V letech 1999-2023 byl brněnským děkanem a opakovaně členem kněžské rady a sboru poradců. Od 1. září 2020 je farářem ve farnosti u kostela sv. Jiljí v Brně-Komárově. Od 1. září 2021 je prezidentem Diecézní charity Brno. Je také pracovníkem pro ekumenické otázky v brněnské diecézi.
Od roku 2002 je kanovníkem Královské stoliční kapituly sv. Petra a Pavla v Brně, v roce 2015 se stal jejím druhým prelátem s titulem arcijáhna. V roce 2023 byl zvolen jejím proboštem.
V roce 2010 ho papež Benedikt XVI. jmenoval Kaplanem Jeho Svatosti s právem užívat před svým jménem čestný titul monsignore (zkratka Mons.).